# District de Rupandehi
Le district de Rupandehi (en népalais : रुपन्देही जिल्ला) est l'un des 77 districts du Népal. Il est rattaché à la province de Lumbini. La population du district s'élevait à 874 606 habitants en 2011.

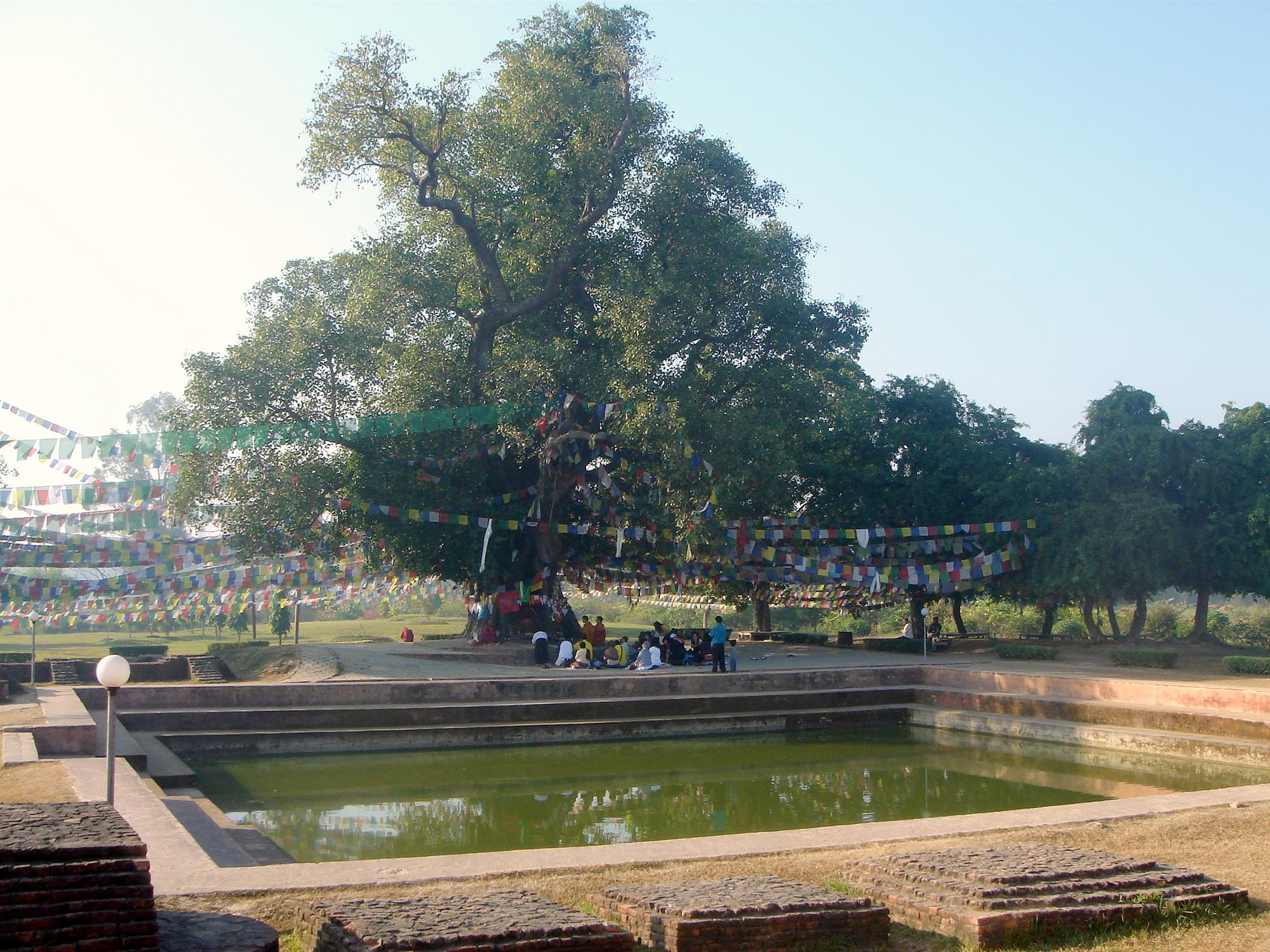
Lieu de naissance de Siddhārtha Gautama, le Bouddha

C'est au sud du district, dans la localité de Lumbini, à peu de distance de la frontière indienne, que serait né le Bouddha.

## Histoire
Il faisait partie de la zone de Lumbinî et de la région de développement Ouest jusqu'à la réorganisation administrative de 2015 où ces entités ont disparu.

## Subdivisions administratives
Le district de Rupandehi est subdivisé en 16 unités de niveau inférieur, dont une ville sous-métropolitaine, 5 municipalités et 10 gaunpalikas ou municipalités rurales.
| #  | Nom                | Nom en népalais | Type                      | Population (2011) | Superficie (km2) |
| -- | ------------------ | --------------- | ------------------------- | ----------------- | ---------------- |
| 1  | Butwal             | बुटवल            | ville sous-métropolitaine | 138 742           | 101,61           |
| 2  | Devdaha            | देवदह            | municipalité              | 53 523            | 136,95           |
| 3  | Lumbini Sanskritik | लुम्बिनी सांस्कृतिक      | municipalité              | 72 497            | 112,21           |
| 4  | Sainamaina         | सैनामैना            | municipalité              | 55 822            | 162,18           |
| 5  | Siddharthnagar     | सिद्धार्थनगर        | municipalité              | 63 483            | 36,03            |
| 6  | Tilottama          | तिलोत्तमा           | municipalité              | 100 149           | 126,19           |
| 7  | Gaidahwa           | गैडहवा            | municipalité              | 47 565            | 96,79            |
| 8  | Kanchan            | कन्चन            | gaunpalika                | 33 072            | 58,51            |
| 9  | Kothimai           | कोटहीमाई           | gaunpalika                | 41 006            | 58,26            |
| 10 | Marchwari          | मर्चवारी           | gaunpalika                | 38 776            | 48,55            |
| 11 | Mayadevi           | मायादेवी            | gaunpalika                | 47 196            | 72,44            |
| 12 | Omsatiya           | ओमसतिया           | gaunpalika                | 34 191            | 48,54            |
| 13 | Rohini             | रोहिणी             | gaunpalika                | 37 175            | 64,62            |
| 14 | Sammarimai         | सम्मरीमाई          | gaunpalika                | 38 305            | 50,78            |
| 15 | Siyari             | सियारी             | gaunpalika                | 38 466            | 66,17            |
| 16 | Suddodhan          | शुद्धोधन           | gaunpalika                | 34 638            | 57,66            |